# Grader i Schutzstaffel
Grader i Schutzstaffel (SS), var i starten de samme som i SA, men fik senere selvstændige grader.
| Generalstabsofficersgrader | oversættelse      | tilsvarende grad i Waffen-SS                             | tilsvarende grad i Wehrmacht |
| -------------------------- | ----------------- | -------------------------------------------------------- | ---------------------------- |
| Reichsführer-SS            | Rigsfører-SS      | Intet tilsvarende                                        | Generalfeldmarschall         |
| Oberst-Gruppenführer       | Oberstgruppefører | SS-Oberst-Gruppeenführer und Generaloberst der Waffen-SS | Generaloberst                |
| Obergruppenführer          | Overgruppefører   | SS-Obergruppenführer und General der Waffen-SS           | General der Waffengattung    |
| Gruppenführer              | Gruppefører       | SS-Gruppenführer und Generalleutnant der Waffen-SS       | Generalleutnant              |
| Brigadeführer              | Brigadefører      | SS-Brigadeführer und Generalmajor der Waffen-SS          | Generalmajor                 |
| Oberführer                 | Overfører         | Oberführer                                               | Intet tilsvarende            |

| Officersgrader      | oversættelse         | tilsvarende grad i Wehrmacht |
| ------------------- | -------------------- | ---------------------------- |
| Standartenführer    | Regimentsfører       | Oberst                       |
| Obersturmbannführer | Overstormenhedsfører | Oberstleutnant               |
| Sturmbannführer     | Stormenhedsfører     | Major                        |
| Hauptsturmführer    | Hovedstormfører      | Hauptmann                    |
| Obersturmführer     | Overstormfører       | Oberleutnant                 |
| Untersturmführer    | Understormfører      | Leutnant                     |

| Underofficersgrader | oversættelse   | tilsvarende grad i Wehrmacht |
| ------------------- | -------------- | ---------------------------- |
| Sturmscharführer    | Stormtropfører | Stabsfeldwebel               |
| Hauptscharführer    | Hovedtropfører | Oberfeldwebel                |
| Oberscharführer     | Overtropfører  | Feldwebel                    |
| Scharführer         | Tropfører      | Unterfeldwebel               |
| Unterscharführer    | Undertropfører | Unteroffizier                |

| Lavere grader                             | oversættelse  | tilsvarende grad i Wehrmacht                         |
| ----------------------------------------- | ------------- | ---------------------------------------------------- |
| Rottenführer                              | Sektionsleder | Obergefreiter                                        |
| Sturmmann                                 | Stormsoldat   | Gefreiter                                            |
| Oberschütze/Obermann                      | Oversoldat    | Oberschütze                                          |
| Schütze/Mann                              | Soldat        | Schütze                                              |
| - Staffel-Vollanwärter - Staffel-Anwärter | Rekrut        | Freiwilligenbewerber (Heer, Luftwaffe, Kriegsmarine) |
| - Staffel-Jungmann - Staffel-Bewerber     | Kandidat      | Intet tilsvarende                                    |